# Spoorkamp
Spoorkamp is een bedrijventerrein in ontwikkeling in de gemeente Nijkerk in de Nederlandse provincie Gelderland. Het is de eerste wijk die aan beide kanten van de spoorlijn Amersfoort - Zwolle (deel van de Centraalspoorweg) ligt.
Het gedeelte van de wijk boven de spoorlijn in gebouw in eilandvorm. Waarbij vanuit ieder 'eiland' een weg naar de ontsluitingsweg loopt. Dit gedeelte wordt Spoorkamp 1A en 1B genoemd. Het gedeelte van de wijk onder spoorlijn heet Spoorkamp 2. Het gedeelte waar onder andere het Jaap van der Krol Bad ligt.

## Ligging
Het bedrijventerrein grenst aan de andere wijken Corlaer en De Terrassen. De grens loopt in het zuiden bij de Amersfoortseweg (ofwel de N798) die overgaat in de Arkemheenweg. In het noorden is de grens bij de Dominee Kuypersstraat, die overgaat in Henri Nouwenstraat.

## Geschiedenis
In het bedrijventerrein ligt ook het 'nieuwe' zwembad dat, in 2018, het oude Bad Bloemendaal verving. In deze wijk wordt een Tiny House-project gerealiseerd. Waarbij tijdelijke huisvesting gerealiseerd wordt. Er zijn vanaf 2020 plannen om deze plannen uit te breiden naar een tweede project. In maart 2022 worden er 49 opstapwoningen opgeleverd in deze wijk. De bouw van deze woningen duurde slechts een halfjaar en werden neergezet vanwege de hoge woningnood.
De wijk wordt nog verder ontwikkeld. Zo wil de gemeente op Spoorkamp 2 250 nieuwe woningen bouwen om te kunnen voorzien in de grote behoefte hieraan in de gemeente Nijkerk, waaronder jongeren en statushouders. Het gaat om zogenaamde flexibele woningen. In 2024 is Woningstichting WSN begonnen aan de bouw van 252 huurwoningen in de wijk op het tot dan toe braakliggende terrein bij het Jaap van der Krolbad. De woningen zijn voor woningzoekenden die moeite hebben om in de dan huidige woonmarkt een woning te vinden.
Centrum · Schulpkamp · Rensselaer · Paasbos · Strijland · Beulekamp · Luxool · Hazeveld · Bruins Slotlaan · Corlaer · Groot Corlaer (Boerderijakkers · De Kamers) · De Bogen · De Terrassen · Doornsteeg · Het Spaanse Leger

Bedrijventerreinen:
Arkervaart · Watergoor · Spoorkamp · De Flier